# Mercado da Capixaba

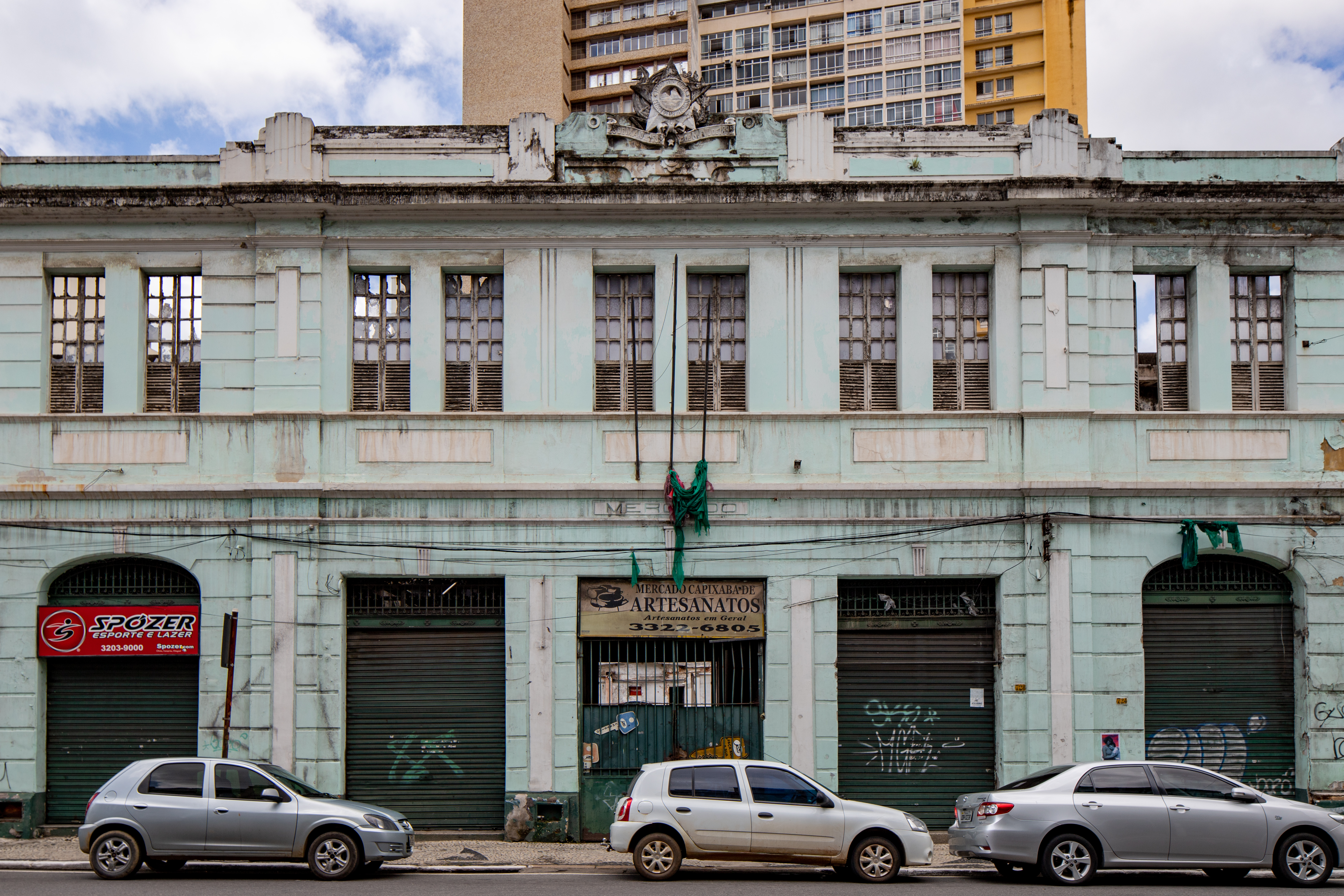
Fotografia da fachada do Mercado da Capixaba no ano de 2019, antes do início do processo de restauração.

O Mercado da Capixaba é um edifício localizado no centro da cidade de Vitória, capital do Espírito Santo, Brasil.

## História
O Mercado da Capixaba foi construído no ano de 1926 e durante a gestão do governador Florentino Avidos. O seu endereço é um dos principais redutos do centro, a Avenida Jerônimo Monteiro. Esta antigamente se chamava Avenida Capixaba.
O local possui formas ecléticas e neoclássicas, tendo sido desenvolvido pelo arquiteto checo Joseph Pitilick para substituir o antigo mercado municipal.
O prédio foi tombado pelo Conselho Estadual de Cultura no ano de 1983.
Infelizmente, na noite do dia 13 de setembro de 2002, ocorreu um incêndio iniciado no térreo e que acabou por destruir o teto do segundo pavimento.

## Atual Condição
No início de 2018, foi anunciado pelo jornal "A Gazeta" que a Prefeitura de Vitória tinha a intenção de reformar totalmente o local e, depois, disponibilizá-lo para a iniciativa privada.

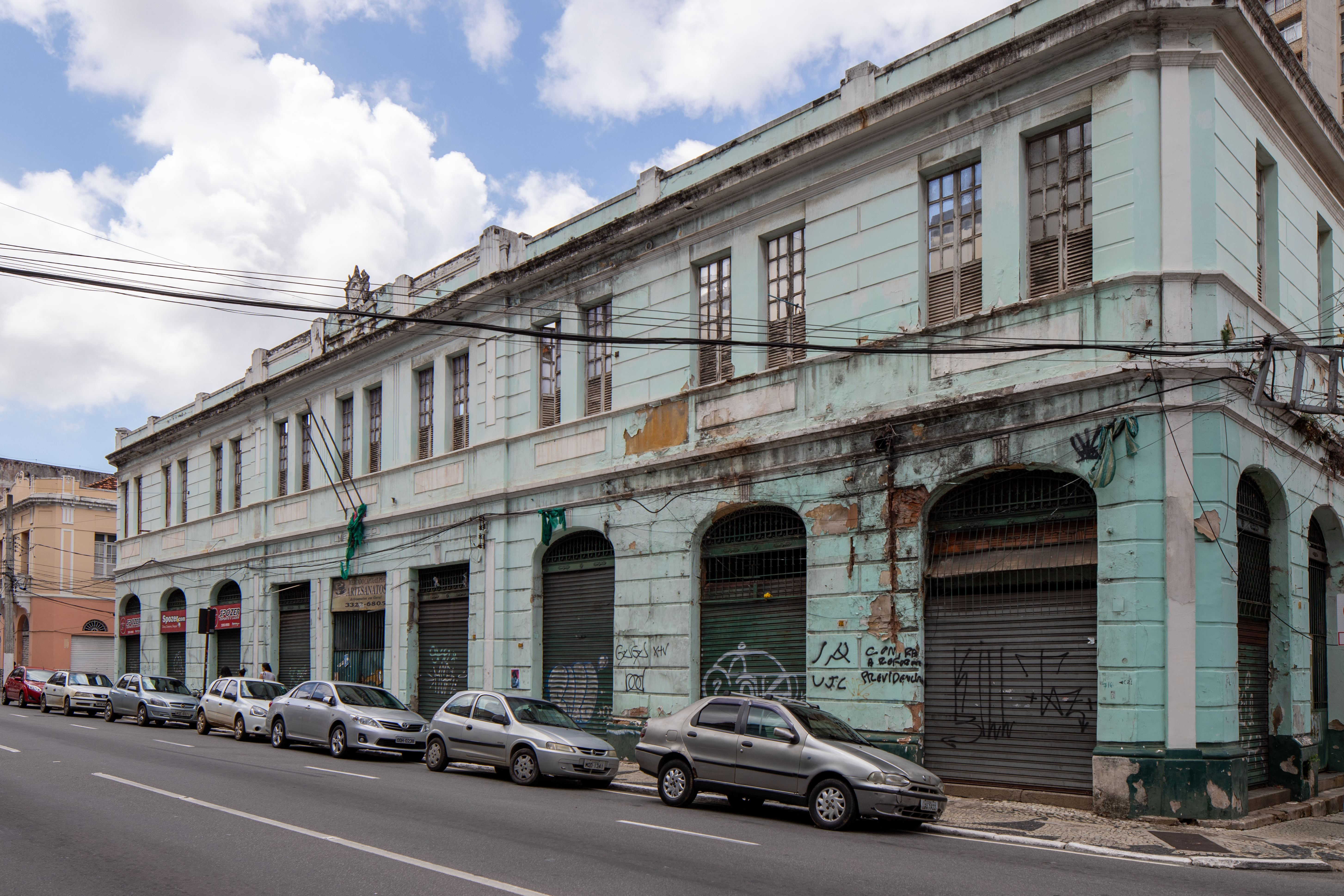
Fotografia do Mercado da Capixaba em 2019, antes do início do processo de restauração.

Após passar por um processo de restauração completo, foi divulgado na imprensa que o Mercado da Capixaba será inaugurado no ano de 2024.